# Ben Edwards
Ben Edwards (17 lutego 1985) − australijski kick-boxer wagi superciężkiej, mistrz świata ISKA (2009), zawodnik K-1.

## Sportowa kariera
4 kwietnia 2009 roku w Canberze znokautował w pierwszej rundzie Amerykanina Ricka Cheeka. 20 lutego 2010 roku obronił tytuł, pokonując przez techniczny nokaut w pierwszej rundzie rodaka Thora Hoopmana.

### K-1
W K-1 zadebiutował w 2006 podczas GP Oceanii w Auckland. Przegrał wtedy w walce rezerwowej z Jayem Hepi. Do organizacji powrócił po czteroletniej przerwie, gdy 10 lipca 2010 roku wziął udział w 8-osobowym turnieju K-1 World GP w Canberze (GP Oceanii). Wygrał wszystkie trzy walki przez nokaut (w tym w finale z Pawłem Słowińskim) w łącznym czasie 3 minut i 28 sekund, bijąc tym samym rekord Jérôme'a Le Bannera z 2001 roku pod względem szybkości zwycięstwa w turnieju rangi World GP.
Dzięki wygranej w GP Oceanii zdobył prawo udziału w gali K-1 World Grand Prix 2010 Final 16 w Seulu, będącej eliminatorem do turnieju o mistrzostwo K-1. Podczas niej został zestawiony w parze z jednym z faworytów do zdobycia tytułu, Alistairem Overeemem. Australijczyk przegrał przez nokaut na skutek trzech kolejnych nokdaunów w pierwszej rundzie.

### Osiągnięcia
Kickboxing:
- 2013: Mistrz Kings of Kombat w wadze ciężkiej
- 2010: K-1 World Grand Prix w Canberze (GP Oceanii) − 1. miejsce
- 2009: Mistrz Świata ISKA w wadze superciężkiej (oriental rules)
- 2008: Mistrz Południowego Pacyfiku ISKA w wadze superciężkiej (oriental rules)
- 2006: Mistrz Australii w kickboxingu w wadze superciężkiej (+95 kg)

Boks:
- 2015: Mistrz Australii w wadze ciężkiej

Mieszane sztuki walki:
- 2013: Mistrz organizacji C8 w wadze ciężkiej